# Phoca
Phoca és un gènere de foques. Conté dues espècies actuals, la foca comuna i la foca tacada, i diverses espècies fòssils. Algunes espècies anteriorment classificades en aquest gènere han estat separades en els gèneres Pusa, Pagophilus i Histriophoca.